# Загузин, Семён Спиридонович
Семён Спиридонович Загузин (7 [20] января 1916, Чикичей — 17 марта 1979, Чикичей, Читинская область) — командир пулемётного расчёта 35-го гвардейского кавалерийского полка, гвардии сержант — на момент представления к награждению орденом Славы 1-й степени.

## Биография
Родился 7 января 1916 года в селе Чикичей Сретенского района Читинской области. Член ВКП/КПСС с 1944 года. Окончил 2 класса. Работал в колхозе «Дружба».
В Красной Армии с 1941 года. На фронте в Великую Отечественную войну с марта 1942 года.
Пулемётчик 35-го гвардейского кавалерийского полка гвардии младший сержант 3агузин 12 ноября 1943 года в районе посёлка Лоев при отражении контратаки противника истребил свыше 20 вражеских солдат.
Приказом командира 17-й гвардейской кавалерийской дивизии № 33/н от 23 ноября 1943 года гвардии младший сержант Загузин награждён орденом Славы 3-й степени.
Заместитель командира пулемётного расчёта гвардии сержант 3агузин 1 декабря 1943 года в бою у деревни Прудок одним из первых, преодолев болото, зашёл в тыл врага и открыл огонь. Поразил свыше 10 противников.
Приказом Военного совета 61-й армии № 159/н от 20 февраля 1944 года он награждён орденом Славы 2-й степени.
В боях под городом Мозырь был ранен.
В июле 1944 года в боях за освобождение города Седлец гвардии сержант 3агузин при отражении контратаки врага уничтожил около 40 противников. За этот бой он был награждён орденом Красного Знамени.
22 января 1945 года близ города Бромберг 35-му гвардейскому кавалерийскому полку предстояло овладеть переправой через реку Нотець. На центральном участке противники обрушили сильный огонь на одно из подразделений и угрожали окружением. Командир пулемётного расчёта гвардии сержант 3агузин установил пулемёт на наиболее опасном участке и, подпустив врага на близкое расстояние, открыл огонь. Уничтожил свыше десяти вражеских солдат. Противники начали поспешное отступление. На плечах отступающего противника эскадрон устремился в атаку и захватил переправу. Загузин огнём из пулемёта поддерживал наступление своего эскадрона.
Указом Президиума Верховного Совета СССР от 24 марта 1945 года за мужество, отвагу и героизм, гвардии сержант Загузин Семён Спиридонович награждён орденом Славы 1-й степени.
В 1946 году младший лейтенант 3агузин уволен в запас. Жил в родном селе. Заведовал в колхозе молочно-товарной фермой.
Награждён орденами Красного Знамени, Славы 1-й, 2-й и 3-й степени, медалями.
Умер 17 марта 1979 года.